# Малоборковский сельский совет
Малоборковский сельский совет (укр. Малобірківська сільська рада) — входит в состав
Гусятинского района
Тернопольской области
Украины.
Административный центр сельского совета находится в 
с. Малые Борки.

## Населённые пункты совета
- с. Малые Борки
- с. Новосёлка